# Johann Josef Nehr
Johann Josef Nehr (tschechisch Jan Josef Nehr; 8. Mai 1752 in Tepl – 13. September 1820 in Marienbad) war ein böhmischer Klosterarzt und Begründer von Marienbad als Kurort. 

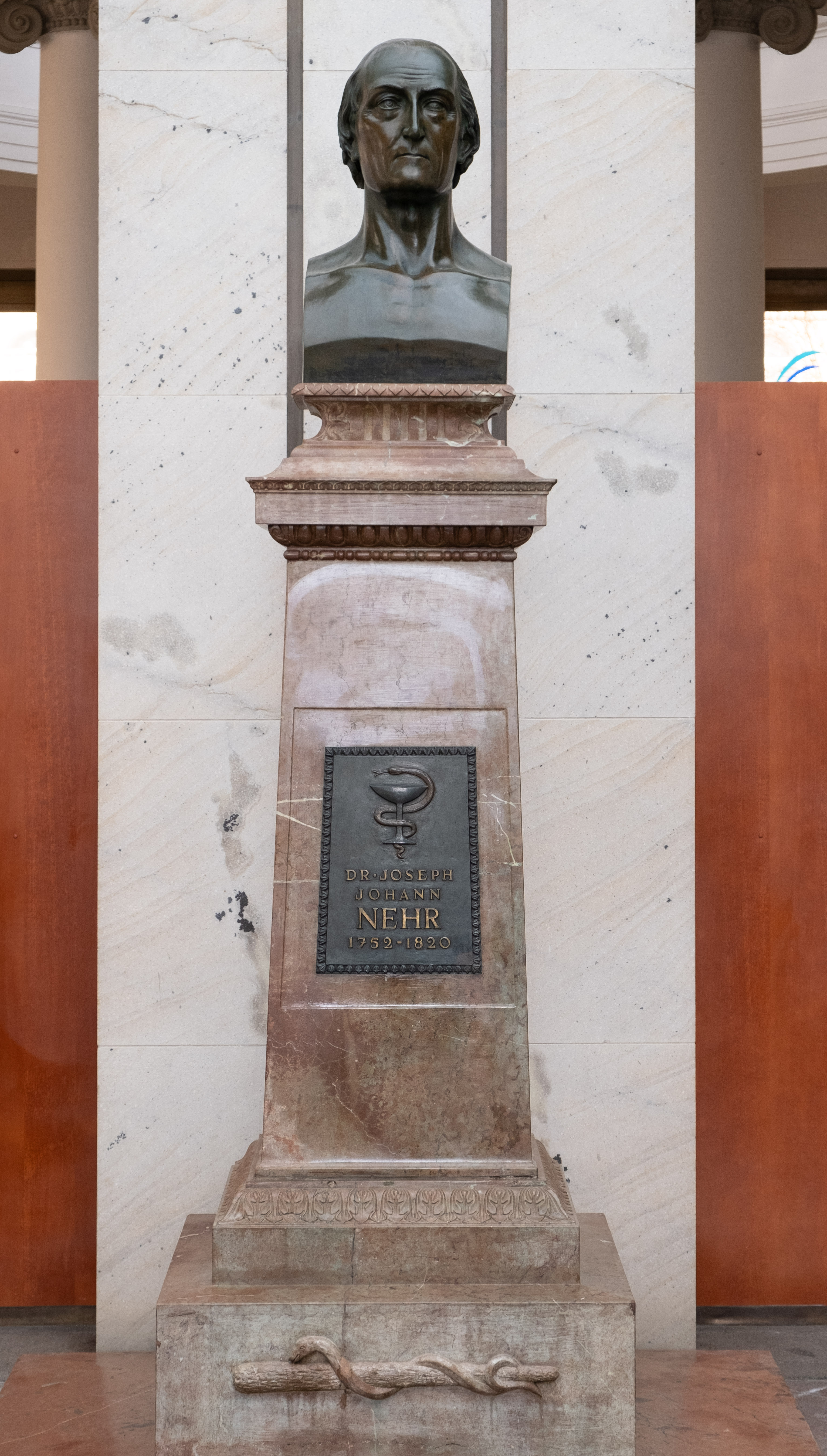
Denkmal mit Büste von Johann Josef Nehr im Pavillon der Kreuzquelle in Marienbad

Nehr studierte an der Universität in Prag, wo er 1778 zum Dr. med. promoviert wurde. Ab 1779 war er als Klosterarzt im Prämonstratenserstift Tepl tätig. Er propagierte die Heilkraft der Quellen von Marienbad und begründete damit zusammen mit dem Äbten des Stiftes Chrysostomus Laurentius Pfrogner und  Karl Prokop Reitenberger den Kurort Marienbad.

## Werke
- Beschreibung der mineralischen Quellen von Marienbad auf der Stiftsherrschaft Tepl nahe bei dem Dorfe Auschowitz. 1813